# Urban I.
Svatý Urban I., latinsky Urbanus, byl 17. papežem katolické církve. Jeho pontifikát se datuje do let 222–230. Zemřel 23. května 230.

## Život
Údajů o jeho životě je známo velmi málo, o to více o sv. Urbanovi vzniklo legend. Často je zaměňován s galským biskupem, svatým Urbanem z Langres, který se liší biskupskou korunou. Urban I. byl papežem v období vlády Alexandra Severa, které bylo pro křesťany obdobím relativního klidu bez přílišného pronásledování. Podle Liber Pontificalis pocházel z Říma a jeho otec se jmenoval Pontianus.
Za Urbanova pontifikátu pokračovaly spory se vzdoropapežem Hippolytem, neboť Urban I. zastával postoje svých předchůdců Zefyrina a Kalixta I. Podle legendy také obrátil na víru Valeriána, manžela svaté Cecilie, a jeho bratra Tiburtia. Zdá se však, že právě v tomto případě jde o shodu jmen a zmíněný Urban nebyl papež Urban I.
Urban I. zemřel 23. května 230, ale jeho památku katolická církev uctívá v den jeho pohřbu 25. května. Protože za vlády Alexandra Severa prakticky nedocházelo k pronásledování křesťanů, zdají se být legendy o mučednické smrti Urbana I. málo pravděpodobné.
Podle Liber Pontificalis byl Urban pohřben na Pretestatově hřitově (Coemetarium Praetextati), kde stojí hrobka s jeho jménem. Při výzkumu v Kalixtových katakombách však italský archeolog Giovanni dei Rossi nalezl víko sarkofágu s označením Urban a předpokládal, že Urban pohřbený na Pretestatově hřitově byl patrně jiným biskupem. Přesto pochybnosti o místě posledního odpočinku Urbana I. zůstávají, protože seznam Sixta III., obsahující jména svatých pohřbených v Kalixtových katakombách, neudává Urbana jako nástupce papežů, ale jako cizího biskupa.